# Kälte-Nässe-Schaden der Hände oder Füße

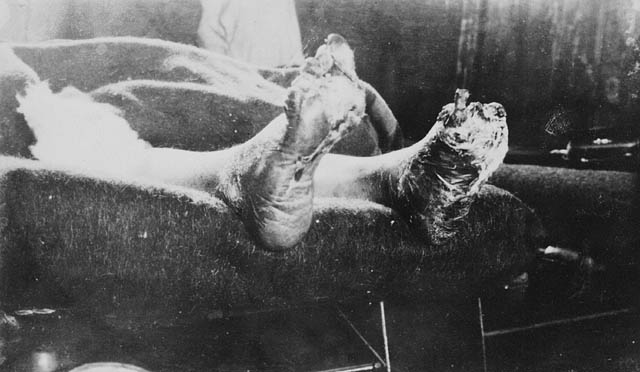
Unbekannter französischer Soldat mit „Schützengrabenfuß“ im Ersten Weltkrieg (1917)

Kälte-Nässe-Schaden der Hände oder Füße, bekannter als Immersionsfuß (englisch Immersion Foot Syndrome, verursacht durch kalte Feuchtigkeit auch Trench Foot), ist ein medizinischer Oberbegriff für verwandte Varianten eines komplexen multifaktoriellen Syndroms, das durch längere Einwirkung von Feuchtigkeit auf menschliches Gewebe in Verbindung mit geschlossenem Schuhwerk ausgelöst wird. Oft sind Unterschenkel, in seltenen Fällen auch Hände mitbetroffen.

## Auftreten
Das Syndrom tritt hauptsächlich zusammen mit externer Wassereinwirkung auf, kann aber auch in Situationen auftreten, in welchen das Schuhwerk nicht ausreichend wasserdampfdurchlässig ist, sich Schweiß und Körperflüssigkeiten im Schuh sammeln und der Fuß gleichzeitig beansprucht wird, wie durch Marschieren. Allen Varianten gemein ist, dass
die Hornhaut aufquillt und mazeriert, durch Wunden Erreger und Pilze eindringen und Entzündungen auslösen, die unbehandelt zu Nekrosen werden und im schlimmsten Falle durch Multiorganversagen zum Tode führen können.

### Militärmedizinische Bedeutung
Bis heute gilt der Immersionsfuß innerhalb der Wehrmedizin als eine der gefürchtetsten Soldatenkrankheiten, da er wegen seiner banalen Entstehung und Prävention immer wieder von neuem unterschätzt wird, sich (daher) sehr schnell ausprägt, unbehandelt sehr schnell zum Tod führt, therapeutisch nahezu sämtliche Bereiche der Hochleistungsmedizin beansprucht und Betroffene oft durch nachfolgende schwerste Behinderungen bis ans Lebensende unter tiefgreifenden medizinischen und psychosozialen Auswirkungen leiden lässt. Daher stammen die meisten Trivialnamen auch aus der Soldatensprache. Bezeichnungen für Unterformen sind (Schützen-)Grabenfuß (englisch non-freezing cold injury, abgekürzt NFCI) für die Verlaufsform im Temperaturbereich von 0 °C bis max. 15 °C, Dschungelfäule (englisch warm water immersion foot, WWIF) für die Verlaufsform bis über 35 °C, Eintauchfuß (bei Schiffbrüchigen speziell der Marine) oder schlicht Soldatenfuß oder Fußbrand (ohne nähere Bestimmung der Umstände).
Der Grabenfuß trat nach dem Grabenkampf im Ersten Weltkrieg wieder vermehrt im Falklandkrieg sowie in den Grabenkämpfen des Russisch-Ukrainischen Krieges auf.

### Auftreten in zivilen Situationen

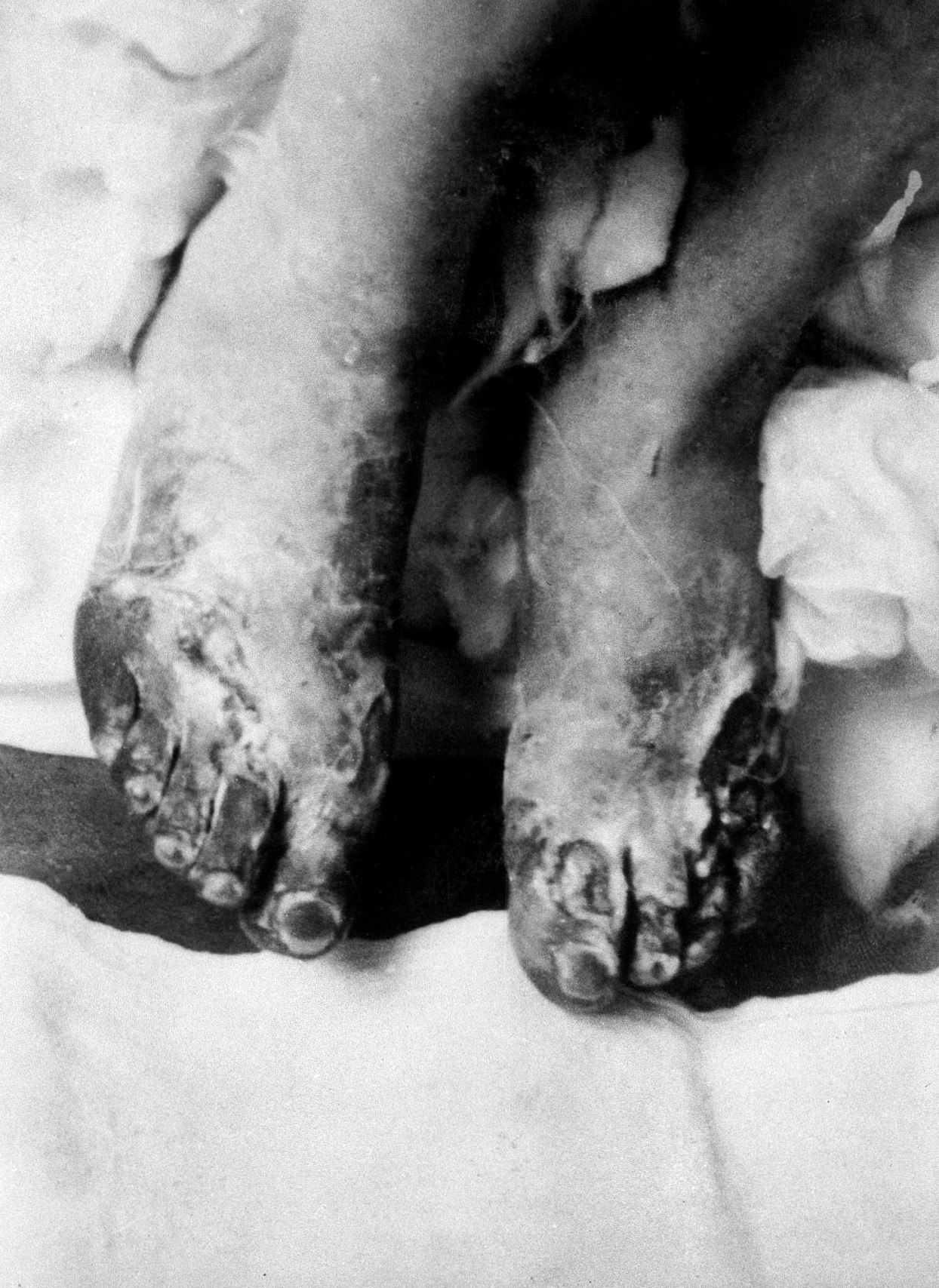
Immersionsfuß bei einer unbekannten Frau im KZ Bergen-Belsen (undatiert)

Das Syndrom kann überall dort in Erscheinung treten, wo festanliegendes Schuhwerk über eine lange Zeit am Fuß anbehalten wird und in Gefahr gerät, durch externe Wassereinwirkung oder Körperflüssigkeiten durchnässt zu werden. Die Gründe dafür können beruflicher Natur sein (etwa in der fischverarbeitenden Industrie oder dem Wasser-, Kanal-, Deich- und Tagebau), aber auch Freizeitaktivitäten wie Segeln, Wandern oder Camping können Auslöser sein. Verregnete Freiluftveranstaltungen (etwa Musikfestivals) können diese Bedingungen ebenfalls schaffen. Durch ihre Lebenssituation gefährdet sind außerdem Menschengruppen in prekären Situationen, wie Obdachlose, misshandelte Kinder, Flüchtlinge, Häftlinge und Zwangsarbeiter (etwa in Konzentrations- oder anderen Internierungslagern).

## Schadwirkende Komponenten und zugehörige Symptome

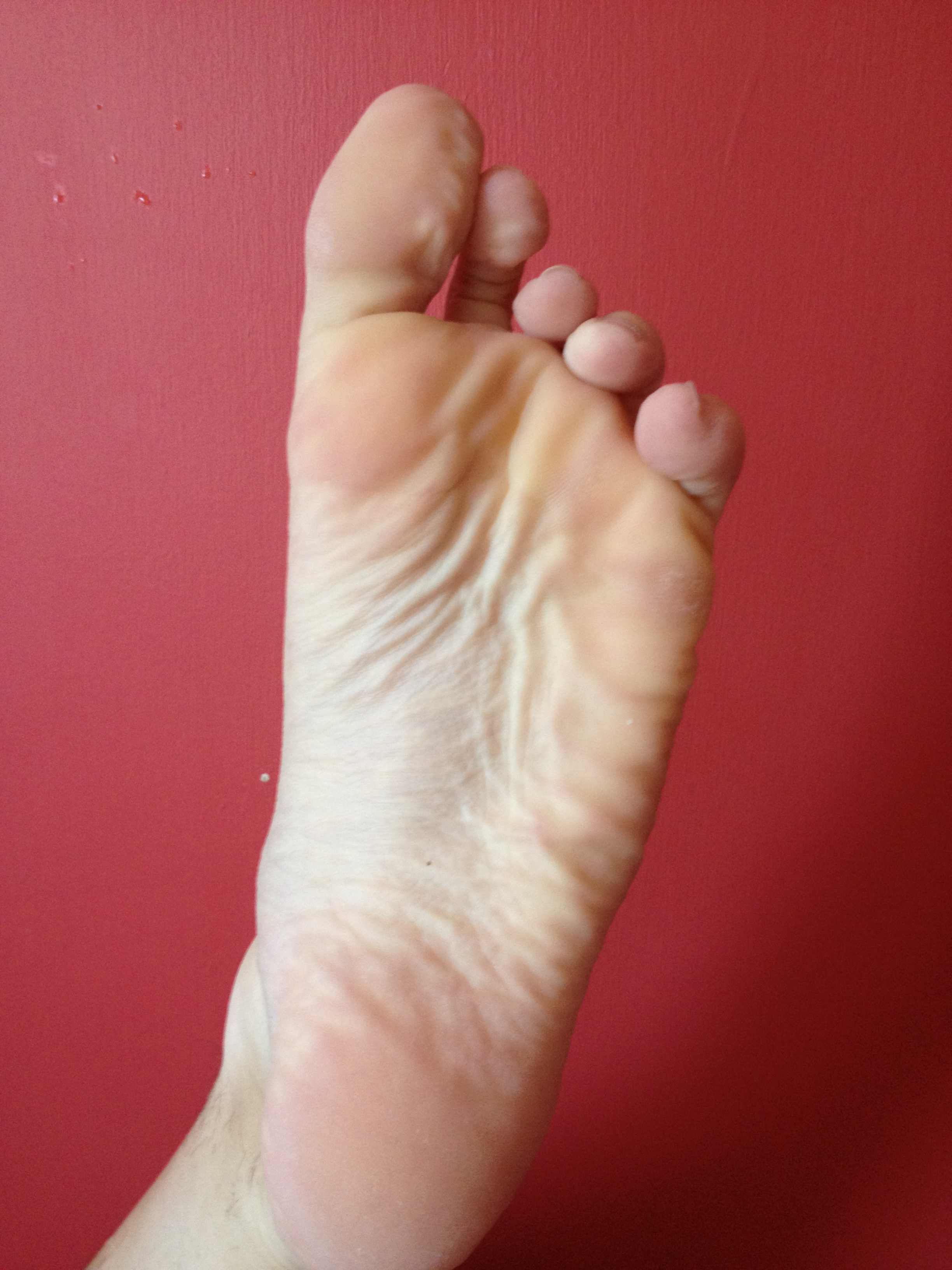
Fuß eines Erwachsenen mit Waschhaut

Die komplexe Schadwirkung entsteht beim Immersionsfuß durch das Zusammenwirken mehrerer Komponenten, wobei alleine das Wasser mit seinen physikalischen Eigenschaften der isothermen Osmose, Ödembildung, Ausschwemmung von Elektrolyten u. a. lebenswichtiger Nähr- und Botenstoffe und Thermoosmose (Ableitung von Zellwärme und Abkühlung des Gewebes durch Diffusion umgebungskalten Wassers, in einen wärmeren Bereich)
multiple schädigende Faktoren mit sich bringt, dazu fügen sich negativ verstärkend, mechanische Einwirkung (Abrieb, Druck von außen) und umgebende Belastung mit Keimen, Parasiten und sonstigen, im Wasser gelösten Schadstoffen, wie z. B. im Krieg chemische Kampfstoffe.

### Wasser
Ähnlich wie bei der klassischen Erfrierung werden auch hier vier Stadien eingeteilt:
1. Stadium: Schadwirkung (englisch injury stage):
 Zuerst bildet sich eine klassische, kalte bleiche Waschhaut. Die Durchblutung des Gewebes ist reduziert und es fühlt sich taub an. Gliedmaßen sind bleich oder rot, fühlen aber keine Schmerzen.
2. Stadium: Unmittelbar nach der Schadwirkung (englisch immediate post-injury):
 Nach Erwärmen wechselt das Körperteil die Farbe, oft von weiß zu rot oder blau, und kann bis zur doppelten bis dreifachen Ursprungsgröße anschwellen.
3. Hyperämische Phase:
 Diese Phase kann zwei Wochen bis drei Monate andauern und geht mit heftigen neuralgischen Schmerzen einher. Die Haut ist ausgetrocknet und kann Blasen werfen.
4. Nach-Hyperämische Phase:
 Das Gewebe ist irreparabel geschädigt und mit weniger Nervenenden durchsetzt als gesundes. Neuralgische Probleme können bis ans Lebensende verbleiben,[7] Geschwüre und Tumore können sich ausbilden.

Solange das Körperteil „nur“ durch Wasser beeinflusst wurde, besteht die Therapie hauptsächlich darin, das betroffene Gewebe intensiv austrocknen zu lassen und das durch die Wassereinwirkung ausgeschwemmte und unterkühlte Gewebe durch Cremes und Salben wieder aufzubauen.

### Mechanische Einwirkung
Die nächste Komponente ist die mechanische Einwirkung: Die Haut beginnt sich, meist noch begünstigt durch Scheuern des Schuhwerks und nasser Socken, abzulösen und darunterliegendes Gewebe liegt blank. Tiefe Schürfwunden und Ablösungen von Gewebe, bis hin zum Abriss von Faszien, Muskeln und Gelenken können erfolgen, was in der Regel Autoimmunantworten wie Entzündungen und Fieber hervorruft.

### Keime und Parasiten
Die dritte Schadkomponente sind umliegende Keime und Parasiten, die in die offenen Wunden eindringend, Entzündungen noch verstärken und ihrerseits das offenliegende Gewebe zusätzlich angreifen und eine Nekrose bilden können. Geraten die Erreger in die Blutbahn, können sie eine Sepsis auslösen, die zum baldigen Tod führt.

### Chemische Schadstoffe

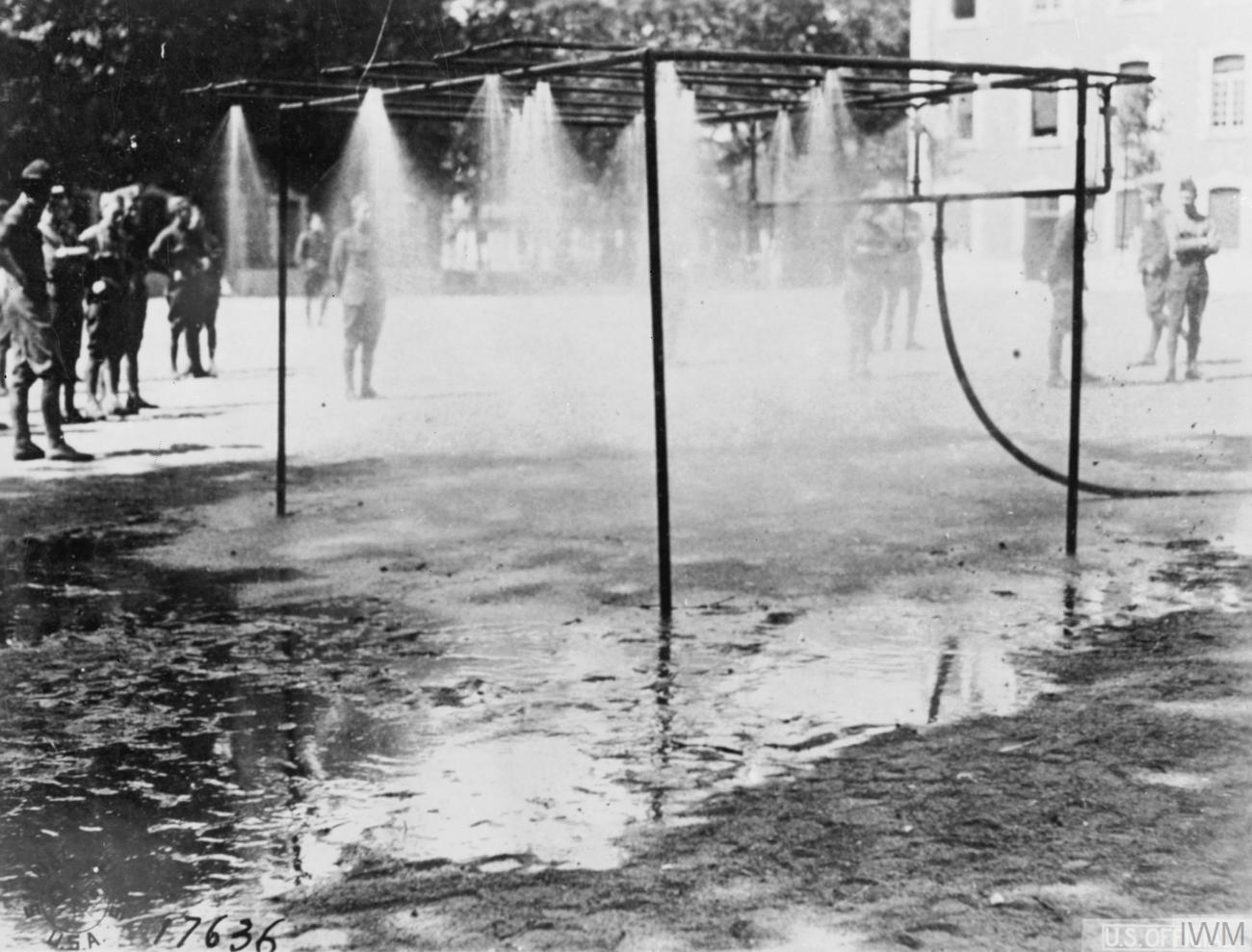
Giftgas-Entgiftungsstation der US-amerikanischen Truppen während des Ersten Weltkrieges

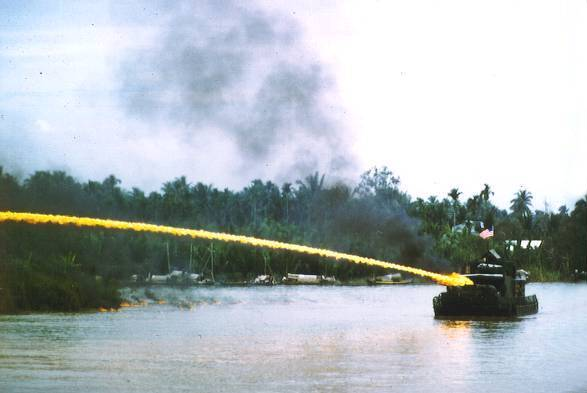
Exposition von Napalm auf einem Fluss während des Vietnamkriegs

Die vierte Schadkomponente mit langwierigen Spätfolgen sind in umgebendes Wasser und Schlamm eingebrachte Schadstoffe, die speziell in Kriegen besonders häufig auftreten und zusätzlich vergiftend und kanzerogen wirken können.

## Kulturgeschichte
Das Syndrom wurde erstmals in den Napoleonischen Kriegen Anfang des 19. Jahrhunderts von Dominique Jean Larrey beschrieben, davor sind keine Berichte bekannt. Das Aufkommen fällt zeitlich mit der systematischen Verbreitung von geschlossenen Schnür- bzw. Kampfstiefeln als Soldatenschuhwerk zusammen; es häufen sich Berichte aus verschiedenen Kriegen des 19. Jahrhunderts, etwa aus dem Krim-Krieg.
Anders als in den Kriegen der europäischen Nachantike, des Mittelalters und der frühen Neuzeit, als jeder Soldat weitestgehend selbst für seine Ausstattung verantwortlich war und die Armeen daher meist das Erscheinungsbild eines bunten Sammelsuriums an Individuen boten, begann man spätestens mit Einführung des stehenden Heeres, einheitliche Uniformen einzuführen und den Rekruten geschlossenes festes Schuhwerk und andere Kleidung zur Verfügung zu stellen, die sich davor die Wenigsten hätten leisten können. Qualität, Wetterfestigkeit und Passgenauigkeit der Ausstattung waren jedoch auch ein ständiger Quell des Unmuts und der Klage über durch das Schuhwerk ausgelöste Fußfehlstellungen und -krankheiten. Zum Massenphänomen wurde der Immersionsfuß aber erst im Ersten Weltkrieg, wo in beiden Kriegslagern in den Jahren 1914 und 1915 bis zu 50 % der Soldaten betroffen waren. Einen Zusammenhang mit Wasser stellten die Militärärzte her, als ihnen erstmals auffiel, dass das Syndrom, anders als Erfrierungen oder Frostbeulen, auch bei Temperaturen über dem Gefrierpunkt auftritt. Wasser war in den damaligen Schützengräben allgegenwärtig, sodass sich der Name Grabenfuß etablierte.
Die Erkrankung wird bis heute in Kriegen und anderen Situationen beschrieben, in welchen Soldaten gezwungen werden, lange in nasser Umgebung zu verharren, wie z. B. dem Vietnamkrieg (Dschungelfäule) oder bis 2021 beim Einsatz des Resolute Support in Afghanistan, bei dem die Soldaten ihre Stiefel während langer Patrouillen nicht ausziehen konnten.

## Präventionsmaßnahmen und Therapie

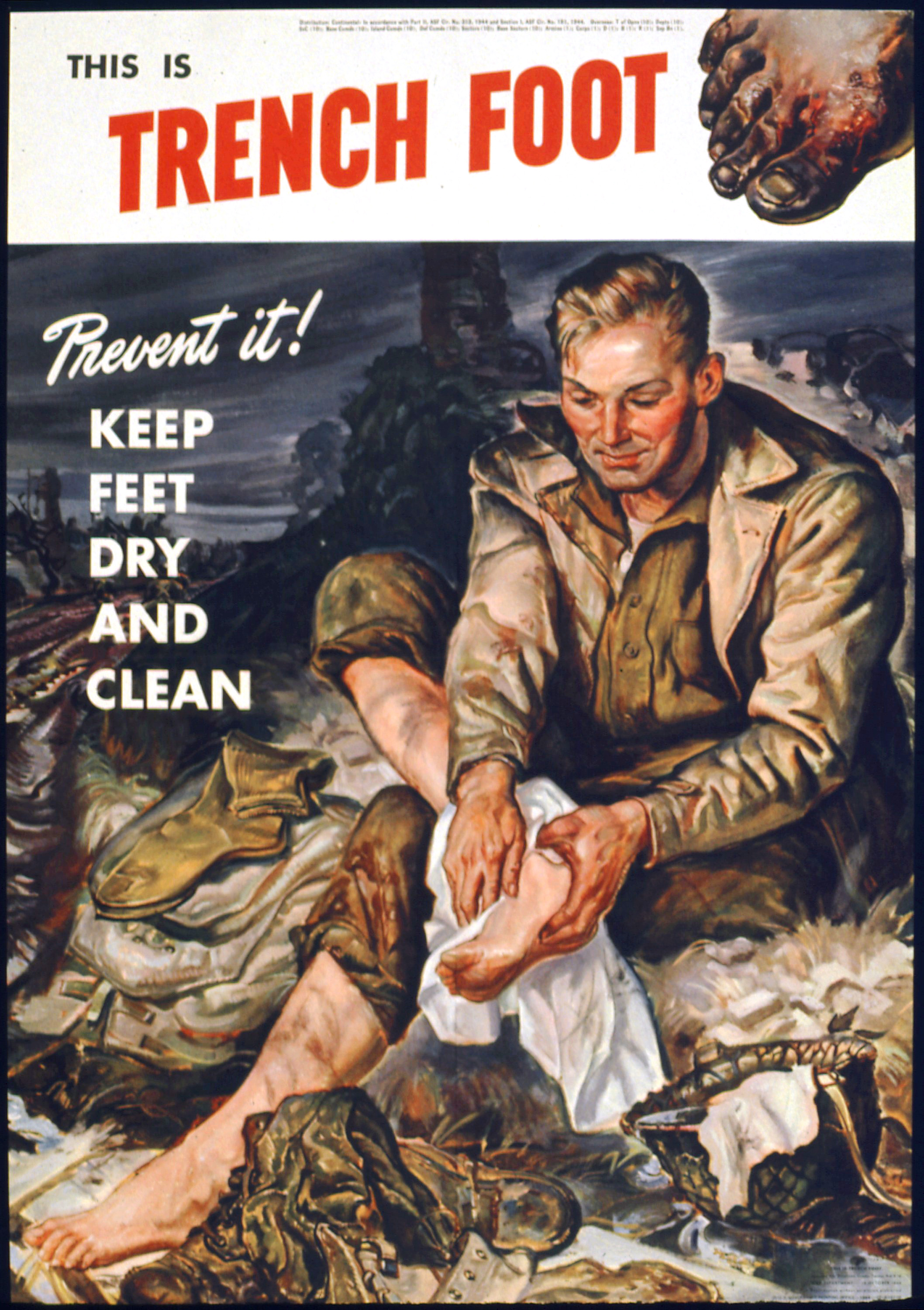
Warnhinweis der US-Armee aus dem Zweiten Weltkrieg

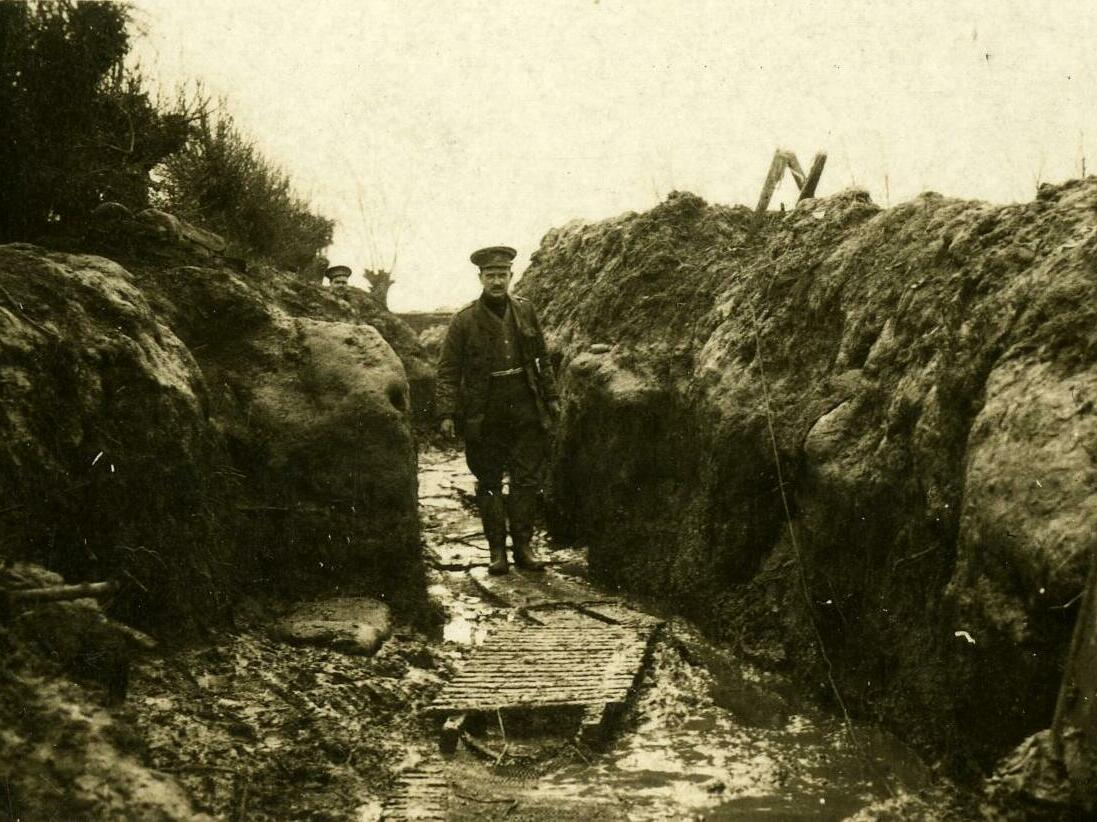
Schützengraben des kanadischen Bataillons mit Holzsteigen (1916)

Die einzige Möglichkeit, diesem Leiden schon im Vorfeld entgegenzuwirken, besteht in der konsequenten Trocknung bzw. Trockenhaltung von Füßen und Beinen. Um die Krankheit im Anfangsstadium aufzuhalten, muss die nasse Haut an Füßen und Beinen mindestens zehn Stunden lang ausgetrocknet werden. Im Ersten Weltkrieg wurde den Soldaten empfohlen, ihre Füße mit Lebertran „abzudichten“, und es wurden sogenannte „Schützengraben-Stiefel“ ausgegeben, Vorläufer der heutigen Gummistiefel, die aus wasserdichtem Gewebe und Leder bestanden. Für die Schützengräben wurden hölzerne Brücken und Steige gezimmert, damit der Wasserkontakt möglichst gering blieb.
Ist der Fuß schon erkrankt, hängt die Therapie vom Stadium der Gewebszerstörung ab. Solange die Haut noch intakt ist, helfen äußerlich angewandte Antimykotika (bei Pilzbefall), Antibiotika (bei Entzündungen mit Bakterien) und Virostatika, um ein Übergreifen auf tiefere Hautschichten und den restlichen Körper zu verhindern. Ist bereits Gewebe und vielleicht sogar Knochen betroffen, kommen nur noch Amputationen und Transplantationen mit nachfolgender Physiotherapie in Frage.